# Centuria (Wisconsin)
Centuria é uma vila localizada no estado norte-americano de Wisconsin, no Condado de Polk.

## Demografia
Segundo o censo norte-americano de 2000, a sua população era de 865 habitantes.
Em 2006, foi estimada uma população de 976, um aumento de 111 (12.8%).

## Geografia
De acordo com o United States Census Bureau tem uma área de
4,0 km², dos quais 4,0 km² cobertos por terra e 0,0 km² cobertos por água. Centuria localiza-se a aproximadamente 375 m acima do nível do mar.

## Localidades na vizinhança
O diagrama seguinte representa as localidades num raio de 12 km ao redor de Centuria.